# Jonathan Togo
Jonathan Togo est un acteur et chanteur américain, né le 25 août 1977 à Rockland (État du Massachusetts).

## Biographie
D'ascendance catholique italienne et irlandaise par sa mère, et juive et ukrainienne par son père, Jonathan Togo grandit à Rockland au Massachusetts. Diplômé du Vassar College après des études d'art dramatique, il se produit dans quelques spectacles dont : SubUrbia, Conduct of Life et Our Country's Good pour lequel il a remporté un prix au « Margaret Thatcher Kazan Award ».

## Carrière
En 2001, il obtient un rôle régulier dans la série fantastique Special Unit 2. Il apparait ensuite dans Amy, New York, police judiciaire (Law & Order) et The Jury. Il rejoint ensuite la série télévisée Les Experts : Miami à partir de la saison 3 avec le rôle de Ryan Wolfe.
Au cinéma, il apparaît dans le film Mystic River de Clint Eastwood, en 2003.
Il fait aussi partie d'un groupe de musique nommé Conquistador avec Sam Endicott et John Conway. 

## Filmographie
- 2001 - 2002 : Special Unit 2 (12 épisodes) : Jonathan
- 2003 : Amy (1 épisode) : Charles Simbour
- 2003 : Mystic River : Pete
- 2003 : New York, police judiciaire (1 épisode, série télévisée) : Eddie
- 2003 : Ed (1 épisode, série télévisée) : Keith Kessler
- 2004 : The Jury (1 épisode) : Dennis Dudley
- 2006 : Raccoon : Bailey (court-métrage)
- 2007 : So On and So Forth TV : Denis
- 2011 : Identical : Rich Washington
- 2004 - 2012 : Les Experts : Miami : Ryan Wolfe
- 2013 : Somebody Up There Likes Me (en) : Lyle
- 2013  : Covert Affairs : Nelson Smith
- 2016 : Angel from Hell : Gavin
- 2017 : Lucifer : Anthony Annan
- 2025 : Countdown : Damon Drew

## Vie privée
Le  26 décembre 2013, il épousa  Diora Baird. Ensemble, ils ont eu un garçon, né le 12 décembre 2012. Ils ont divorcé en 2016. Le 17 janvier 2019, il se remarie pour la seconde fois avec l'actrice Baker Lim.
Son surnom est "Jon".